# Anaciaeschna moluccana
Anaciaeschna moluccana är en trollsländeart som beskrevs av Maurits Anne Lieftinck 1930. Anaciaeschna moluccana ingår i släktet Anaciaeschna och familjen mosaiktrollsländor. Inga underarter finns listade i Catalogue of Life.